# Tacitismo

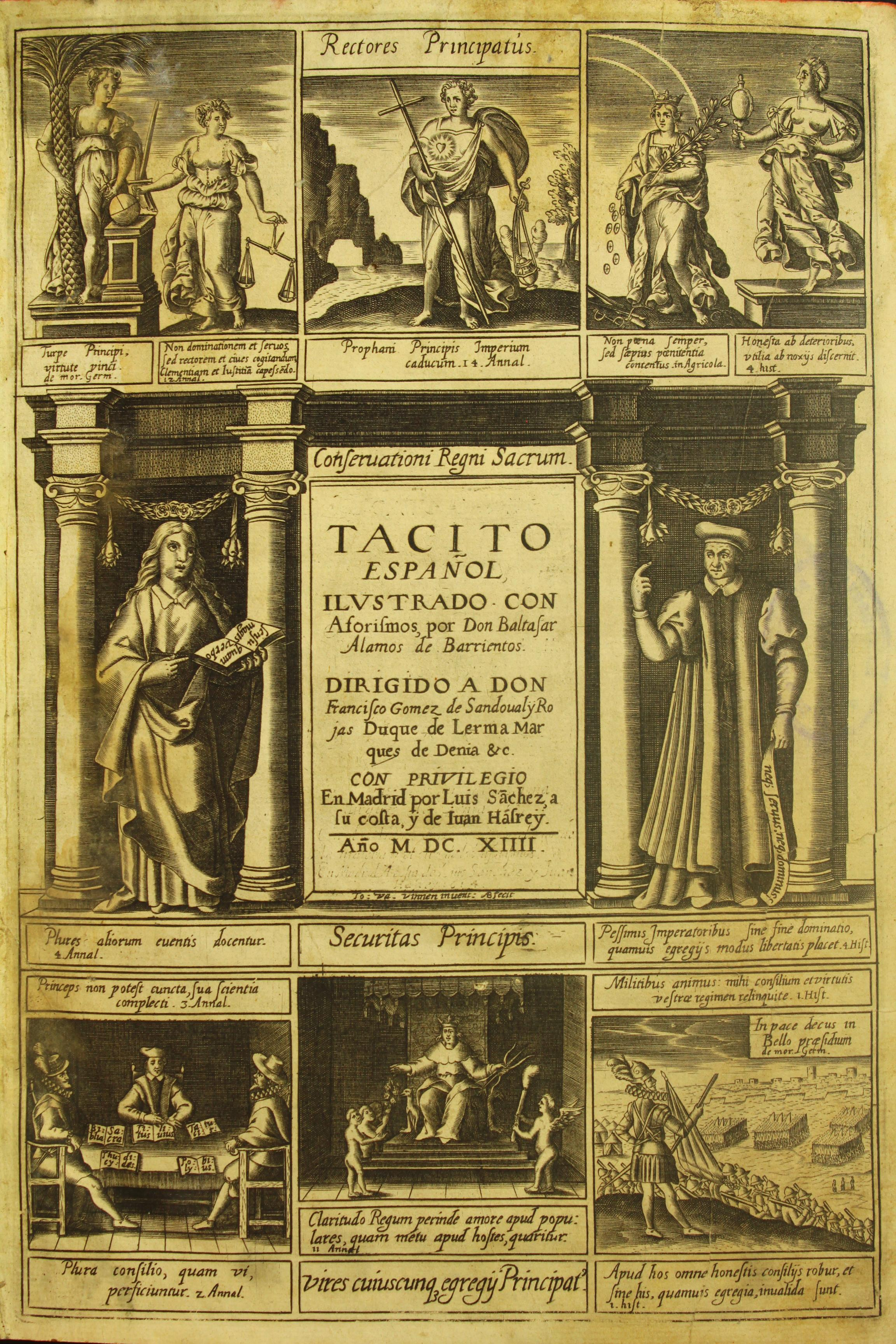
Grabado de portada del Tácito español ilustrado con aforismos por Baltasar Álamos de Barrientos, en Madrid, por Luis Sánchez, 1614

Se denomina tacitismo a una corriente europea de pensamiento político y diplomático inspirada en las obras del historiador romano Tácito. Se extendió entre finales del siglo XVI y la primera mitad del siglo XVII, e intentaba llegar a un compromiso entre principios tan opuestos en política como el amoral maquiavelismo y el cristianismo moral. Se considera, pues, como una forma encubierta, enmascarada o suavizada de adaptar la razón de estado al mundo cristiano, que la censuraba, privándola de sus efectos nocivos, pero tomando de ella algo de su valiosa independencia respecto a la moral.

## Historia
Las obras de Cayo Cornelio Tácito, ignoradas durante la Edad Media, fueron divulgadas hacia 1499 en los albores del Renacimiento europeo, según afirma Enrique Tierno Galván. El primer humanista decantado por este autor es el italiano Andrea Alciato, cuyos Emblemas (1531) se difundieron en repetidas impresiones y traducciones, dando origen al género de la literatura emblemática; al español fueron vertidos por vez primera en 1546.
Pero el máximo responsable de esta difusión fue el humanista Justo Lipsio (1547-1606) con sus magníficas ediciones comentadas de Tácito, la primera de las cuales data de 1574. Y también inspira el tacitismo sus Politicorum sive civilis doctrinae libri sex, qui ad principatum maxime expectant (1589), traducido en 1604 por Bernardino de Mendoza bajo el título de Los seis libros de la República de Lipsio; sin embargo, la obra original de Lipsio fue al Index librorum prohibitorum de Roma y este tuvo que expurgar su obra de pasajes que se inclinaran a Maquiavelo. 
No impidió eso que en España Lipsio tuviera seguidores: aparte de Quevedo, con quien se carteó en latín, Antonio de Covarrubias, quien proporcionó a Lipsio un códice anotado por él mismo de Tácito a través de André Schott, según señala Tierno Galván.
Scipione Ammirato publicó Discorsi sopra Cornelio Tácito (1599) y también fue tacitista Virgilio Malvezzi, cuyo Rómulo tradujo el ya mencionado tacitista español Francisco de Quevedo, quien además cita y parafrasea a menudo a Tácito en sus Grandes Anales de quince días. Hay tacitismo en el antiespañol Traiano Boccalini y en el jurista e historiador germano Hermann Conring (1606-81), así como en Hugo Grocio.
El tacitismo se desarrolló muy ampliamente en la península ibérica por diversos factores; uno importante fue por cómo afectaban sus puntos de vista al ius gentium o derecho de gentes, y otro porque suponía una apertura al concepto de Estado más integradora que el de la monarquía católica absolutista. Hubo dos etapas. La primera constituyó su lectura y comentario en latín; la segunda, su traducción y vulgarización. Lupercio Leonardo de Argensola tradujo a Tácito, y escritores políticos como Baltasar Gracián y Diego de Saavedra Fajardo o como el historiador Juan de Mariana pueden considerarse tacitistas, pese a la repugnancia que por Tácito sentía la Contrarreforma al englobarlo con Nicolás Maquiavelo y Juan Bodino. Los tacitistas españoles intentaron formular una Política científica independiente fundada en una «razón de Estado de la virtud» opuesta a la perversa del «impío» Maquiavelo, sin caer en el casuismo de Giovanni Botero, algo que sí hicieron Gracián y Saavedra Fajardo. 
El principal representante del tacitismo español fue quizá el polémico arbitrista Baltasar Álamos de Barrientos, autor de un Discurso al Rey Nuestro Señor (1598) y de un Tácito español (1614) acompañado de aforismos que no fueron o no pudieron ser publicados. También tradujo la Germania y compuso un Norte de Príncipes atribuido falsamente a su amigo Antonio Pérez, relación esta que le valió algún tiempo en la cárcel. Sus versiones son muy cuidadas y literales, aunque en poco le precedió la traducción de Sueyro en 1613. Tacitistas son también Antonio Fuertes Biota, Juan Pablo Mártir Rizo, Juan Alfonso de Lancina o La Encina, Joaquín Setantí, Eugenio de Narbona, Juan Vitrián Pujadas etc. El tacitismo llegó a ser tan fuerte en España que suscitó la réplica intransigente del jesuita Pedro de Ribadeneira y sus seguidores.